# Сомалійська плита

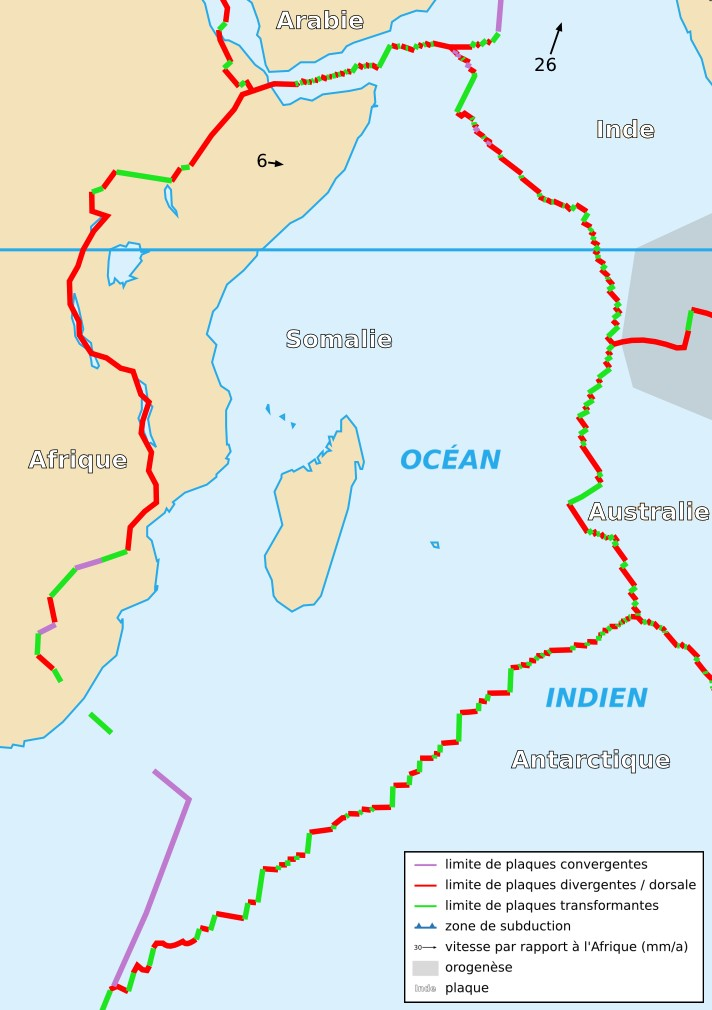
Розташування Сомалійської плити

Сомалійська плита — тектонічна плита. Має площу — 0,01585 стерадіан. Зазвичай розглядається у складі Африканської плити. Має у своєму складі острів Мадагаскар та східне узбережжя Африки, від Аденської затоки на півночі через Східноафриканську рифтову долину. Південна межа з Нубійсько-Африканською плитою — також є межею з плитою Lwandle.
Яка наразі утворюється з Африканської плити через розщеплення вздовж Східноафриканського рифту. Африканську плиту, що знаходиться по інший бік рифту іноді називають Нубійською плитою. В геології їх розглядають як дві частини Африканської плити, або як протоплити, а не як окремі плити.

## Геологія
З Аравійською плитою межа дивергентна, що прямує через Аденську затоку. З Індостанською, Австралійською та Антарктичною плитами межа також дивергентна.
Сомалійська плита обмежена на заході Східноафриканським рифтом який прямує через всю Східну Африку з Афарським трійником в Афарській улоговині, і підводним продовженням рифту, прямуючого на південь від берега. На півночі обмежена Аденським хребтом вздовж узбережжя Саудівської Аравії. На сході обмежена Центрально-Індійським хребтом, в північній частині, який також відомий як хребет Карлсберг. На півдні обмежено Південно-Західним Індійським хребтом. Прямує на схід 45 мм/рік.

## Тектонічна історія
1,4 — 1,2 млрд років тому під час Кібаранського орогенезу відбулося злиття Танзанійського та Конголезького кратону. 1000 — 600 млн років тому створено суперконтинент Гондвана, під час Панафриканського орогенезу відбулося злиття Танзанійського та Калахарського кратонів. Рифтінг Гондвани відбувся 190 — 47 млн років, відокремлюючі Мадагаскар від східного узбережжя Африки. Рифтінг Червоного моря розпочався близько 30 мільйонів років тому та рифтінг північно-східної частини Африканської рифтової системи близько 20 мільйонів років тому.